# 鄭吉玉
鄭 吉玉（チョン・ギルオク、朝: 정길옥、英: Jung Gil-ok、1980年9月15日 - ）は、韓国のフェンシング選手。2012年ロンドンオリンピック女子フルーレ団体銅メダリスト。
現在はフェンシングアカデミーの運営を務めている。